# Taça das Nações
Der Taça das Nações (portugiesisch für: Pokal der Nationen) war ein internationales Fußballturnier, an dem vier wichtige Fußballnationen teilnahmen. Es fand 1964 in Brasilien anlässlich des 50. Jahrestages der Gründung des brasilianischen Fußballverbandes statt. Eingeladen waren Argentinien, Portugal und England. Die Spiele fanden in Rio de Janeiro und São Paulo Ende Mai/Anfang Juni statt.
Das Turnier diente den Nationen auch dazu, zwei Jahre vor der Fußball-WM in England eine Standortbestimmung vorzunehmen. Argentinien gewann alle Spiele und gewann damit das Turnier.

## Tabelle
| Pl.                                                       | Land        | Sp. | S | U | N | Tore    | Diff. | Punkte |
| --------------------------------------------------------- | ----------- | --- | - | - | - | ------- | ----- | ------ |
| 1.                                                        | Argentinien | 3   | 3 | 0 | 0 | 006:000 | +6    | 06     |
| 2.                                                        | Brasilien   | 3   | 2 | 0 | 1 | 009:500 | +4    | 04     |
| 3.                                                        | Portugal    | 3   | 0 | 1 | 2 | 002:700 | −5    | 01     |
| 4.                                                        | England     | 3   | 0 | 1 | 2 | 002:700 | −5    | 01     |
| Ein Sieg brachte zwei Punkte und ein Unentschieden einen. |             |     |   |   |   |         |       |        |

## Spiele
| Brasilien – England 5:1 (1:0)                                                            | Brasilien – England 5:1 (1:0) |
| ---------------------------------------------------------------------------------------- | ----------------------------- |
| 30. Mai 1964 im Maracanã-Stadion, Rio de Janeiro                                         |                               |
| Tore: Brasilien: Rinaldo Amorim (2), Pelé, Julinho, Roberto Dias, England: Jimmy Greaves |                               |

| Argentinien – Portugal 2:0 (0:0)                 | Argentinien – Portugal 2:0 (0:0) |
| ------------------------------------------------ | -------------------------------- |
| 31. Mai 1964 im Maracanã-Stadion, Rio de Janeiro |                                  |
| Tore: Argentinien: Alfredo Rojas, Alberto Rendo  |                                  |

| Brasilien-Argentinien 0:3 (0:1)                     | Brasilien-Argentinien 0:3 (0:1) |
| --------------------------------------------------- | ------------------------------- |
| 3. Juni 1964 im Pacaembu Stadion, São Paulo         |                                 |
| Tore: Argentinien: Roberto Telch (2), Ermindo Onega |                                 |

| England-Portugal 1:1 (0:1)                          | England-Portugal 1:1 (0:1) |
| --------------------------------------------------- | -------------------------- |
| 4. Juni 1964 im Pacaembu Stadion, São Paulo         |                            |
| Tore: England: Roger Hunt, Portugal: Fernando Peres |                            |

| Argentinien-England 1:0 (0:0)                    | Argentinien-England 1:0 (0:0) |
| ------------------------------------------------ | ----------------------------- |
| 6. Juni 1964 im Maracanã-Stadion, Rio de Janeiro |                               |
| Tor: Argentinien: Alfredo Rojas                  |                               |

| Brasilien-Portugal 4:1 (2:1)                                         | Brasilien-Portugal 4:1 (2:1) |
| -------------------------------------------------------------------- | ---------------------------- |
| 7. Juni 1964 im Maracanã-Stadion, Rio de Janeiro                     |                              |
| Tore: Brasilien: Jairzinho (2), Pelé, Gérson, Portugal: Mário Coluna |                              |